# داوائو سیتی
داوائو سیتی یکی از شهرهای بزرگ کشور فیلیپین است. کلانشهر داوائو از نظر وسعت تا سالهای اخیر همواره به عنوان بزرگ‌ترین شهر فیلیپین مورد توجه قرار می‌گرفته‌است. این شهر در استان داوائوی جنوبی قرار دارد اما از نظر تقسیمات کشوری وابسته به این استان نیست و بخشی جداگانه و مستقل به حساب می‌آید.
داوائو شهری ساحلی است و ارتفاع آن از سطح دریا تنها ۲۲ متر است. جمعیت این شهر یک میلیون و سیصد و شصت هزار نفر است.